# Васянович Володимир Олександрович
Володи́мир Олекса́ндрович Васяно́вич (псевдо: «Шуруп», 1995, Житомир) — розвідник 5-го окремого батальйону Добровольчого українського корпусу, доброволець.

## Життєпис
До війни вчився на автомеханіка.
Учасник Революції гідності.
На війні з початку воєнних дій.
Боронив Донецький аеропорт, на Савур-Могилі, був на штурмі Авдієвки, Красногорівки, Пісок, Карлівки.
10 червня підірвався на фугасі, коли вів розвідгрупу із шахти «Бутівка» на Спартак Донецької області. Втратив ліву ногу.
Один з героїв соціяльного мультимедійного проєкту «Переможці». 2016 року напередодні презентації фотовиставки «Переможці» в Європейському парламенті з'явилося повідомлення, що Васянович має татуювання зі свастикою. Телеканал «1+1» опублікував заяву, де охарактеризував це як інформаційні фабрикації та спроби зірвати виставку.
|                                                           | \| Я з протезом набагато більше зроблю, ніж люди без протеза \| |
| — переконаний Володимир Васянович                         |                                                                 |
| Я з протезом набагато більше зроблю, ніж люди без протеза |                                                                 |

17 серпня 2018 року Володимира Васяновича та Сергія Торбіна заарештували на херсонському автовокзалі за підозрою у нападі на громадську активістку Катерину Гандзюк. 21 серпня Херсонський міський суд обрав запобіжний захід заарештованим у вигляді тримання під вартою терміном на 60 діб без права внесення застави.

## Нагороди
- Орден «За мужність» III ст. (21 листопада 2016) — за особисту мужність, самовідданість і високий професіоналізм, виявлені у захисті державного суверенітету та територіальної цілісності України[6]
- Орден «Народний Герой України» (10 лютого 2016)[7].